# Davilla cearensis
Davilla cearensis är en tvåhjärtbladig växtart som beskrevs av Huber. Davilla cearensis ingår i släktet Davilla, och familjen Dilleniaceae. Inga underarter finns listade i Catalogue of Life.